# Geckomima drysdaleana
Geckomima drysdaleana är en insektsart som beskrevs av Kenneth Hedley Lewis Key och Donald Henry Colless 1982. Geckomima drysdaleana ingår i släktet Geckomima och familjen Morabidae. Inga underarter finns listade i Catalogue of Life.